# Carolina Challenge Cup 2013
La Carolina Challenge Cup 2013 fue la 10.ª edición de la competición amistosa de pretemporada de fútbol. Se inició el 16 de febrero y finalizó el 23 de febrero.
Chicago Fire ganó el torneo por primera ocasión. 

## Posiciones
| Equipo              | PJ | PG | PE | PP | GF | GC | Dif. | Pts. |
| ------------------- | -- | -- | -- | -- | -- | -- | ---- | ---- |
| Chicago Fire        | 3  | 2  | 1  | 0  | 6  | 4  | +2   | 7    |
| Vancouver Whitecaps | 3  | 1  | 1  | 1  | 5  | 5  | 0    | 4    |
| Charleston Battery  | 3  | 1  | 0  | 2  | 5  | 6  | -1   | 3    |
| Houston Dynamo      | 3  | 1  | 0  | 2  | 5  | 6  | -1   | 3    |

PJ: Partidos jugados, PG: Partidos ganados, PE: Partidos empatados, PP: Partidos perdidos, GF: Goles a favor, GC: Goles en contra, Dif.: Diferencia de gol, Pts.: Puntos
| 1; 16 de febrero de 2013 | Houston Dynamo              | 2:3 (1:2) | Chicago Fire                                            | Blackbaud Stadium, Charleston, Carolina del Sur |  |
|                          | Brad Davis 15' · Weaver 64' | Reporte   | MacDonald 23' · uncredited 27' (a.g.) · Larentowicz 48' |                                                 |  |

| 2; 16 de febrero de 2013 | Vancouver Whitecaps           | 3:2 (2:0) | Charleston Battery       | Blackbaud Stadium, Charleston, Carolina del Sur |  |
|                          | Manneh 4' 28' · Kobayashi 50' | Reporte   | Paterson 71' · Kelly 80' |                                                 |  |

| 3; 20 de febrero de 2013 | Houston Dynamo         | 2:1 (0:1) | Vancouver Whitecaps | Blackbaud Stadium, Charleston, Carolina del Sur |  |
|                          | Bruin 75' · Moffat 77' | Reporte   | Hertzog 27'         |                                                 |  |

| 4; 20 de febrero de 2013 | Charleston Battery | 1:2 (1:0) | Chicago Fire         | Blackbaud Stadium, Charleston, Carolina del Sur |  |
|                          | Jose Cuevas 11'    | Reporte   | Berry 27' · Alex 90' |                                                 |  |

| 5; 23 de febrero de 2013 | Chicago Fire | 1:1 (0:0) | Vancouver Whitecaps | Blackbaud Stadium, Charleston, Carolina del Sur |  |
|                          | Santos 57'   | Reporte   | Mattocks 67'        |                                                 |  |

| 6; 23 de febrero de 2013 | Charleston Battery     | 2:1 (0:0) | Houston Dynamo | Blackbaud Stadium, Charleston, Carolina del Sur |  |
|                          | Kelly 18' · Savage 74' | Reporte   | Barnes 16'     |                                                 |  |